# Exilisia prominens
Exilisia prominens är en fjärilsart som beskrevs av Embrik Strand 1922. Exilisia prominens ingår i släktet Exilisia och familjen björnspinnare. Inga underarter finns listade i Catalogue of Life.